# 산청 정취암 목조관음보살좌상
산청 정취암 목조관음보살좌상(山淸 淨趣庵 木造觀音菩薩坐像)은 대한민국 경상남도 산청군 신등면, 정취암에 있는 조선후기의 보살상이다. 2002년 8월 14일 경상남도의 문화재자료 제314호로 지정되었으나, 2013년 10월 24일 경상남도 유형문화재 제543호로 지정 됨에 따라, 2014년 1월 2일 경상남도의 문화재자료 지정을 해제하였다.

## 개요
의상 조사가 창건했다고 하는 정취암은 관음성지로 유명하며, 관음보살상을 모시는 원통보전에는 연화좌에 앉은 관음보살좌상이 단독으로 봉안되어 있다. 1996년에 개금하여 전체적인 상태는 양호하다. 50㎝정도 크기의 이 상은 등으로부터 서서히 굽은 자세에 머리를 앞으로 약간 숙이고 있으며, 안정된 자세와 단아한 인상을 주는 작품이다. 머리에는 큰 화불이 있는 보관을 쓰고 있어 관음보살존상임을 알 수 있다. 아미타인의 수인은 양손을 따로 따로 만들어 끼웠으며, 오른손과 왼손 모두 다리 위에서 살짝 들어 제1지와 제3지를 구부려 맞대고 있다. 네모진 얼굴은 턱과 양 볼이 볼록하게 조각되어 있으며, 이마로부터 밋밋하게 내려오는 눈, 둥근 콧등, 그리고 미소를 머금은 입술 등이 부드러운 인상을 준다. 법의는 오른쪽 어깨에 내의를 입고 그 위에 다시 대의를 오른쪽 어깨에 살짝 걸쳤으며, 가슴 아래에 수평의 승각기는 납작한 꽃잎형으로 모양을 내었다. 하반신을 덮은 옷자락은 대좌를 살짝 덮었으며, 옷 주름은 큼직하고 끝이 둥글게 처리되어 있다. 또한 가운데 옷 주름은 S자형을 이루고 있다. 이와 같은 양식은 18세기에 활동한 조각승 상정(尙淨)의 작품 특징과 유사하며, 이 불상도 조선 후기 18세기경에 제작되었을 것으로 추정된다.

## 지정 사유
산청 정취암 목조보살좌상은 일반적인 조선후기 보살상의 특징을 보이는 작품으로, 18세기 중반경에 조성된 불상으로 판단되며 조선후기 조각승 유파와 지역사 연구에 자료적 가치가 높다.
따라서, 산청 정취암 목조보살좌상은 정확한 조성연대는 없지만 조선후기 18세기 보살상의 양식을 반영하고 있고 특히 조각승 상정과 관련된 학술 및 자료적 가치가 높다.

## 현지 안내문
정취암 원통보전에 모셔져 있는 불상으로, 연꽃무늬로 장식된 대좌 위에 앉아 있는 관음보살좌상이다. 정취암은 의상대사가 창건했다고 전해지며 관음성지로 유명하다.
이 불상은 불신과 엎어놓은 연꽃무늬가 새겨진 낮은 대좌가 하나의 목재로 조성되었다. 자세는 등을 세우고 머리부분을 약간 앞으로 내민 모습의 가부좌를 하고 있다.
머리에는 보관을 쓰고 있는데, 보관은 중앙에 큰 화불과 앞뒤로 불꽃무늬 장식이 달려 있으나, 후대에 따로 만들어 부착한 것으로 추정된다. 얼굴은 네모 반듯하며 턱이 둥근 형태이고 가늘고 긴 눈, 완만한 콧등, 입술 양끝에 양감을 주어 미소를 머금은 모습 등이 부드러운 인상을 준다. 짧은 목에는 세 개의 주름인 삼도를 얕게 표현하였다. 옷주름선은 대체적으로 간략한데, 반가부좌하여 드러난 오른발 밑으로 보이는 군의자락을 종아리와 평행하게 드리운 것이 특징적이다.
규모는 50cm 정도의 크기로 안정감이 있고 단아한 인상을 주는 작품으로, 조선후기에 제작된 작품으로 추정된다.

## 갤러리

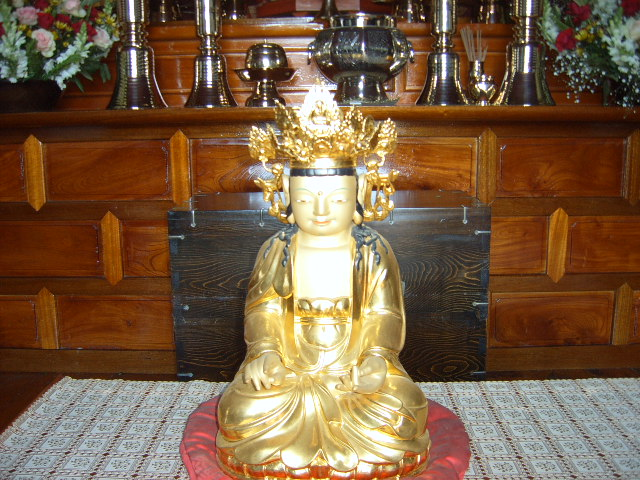
근경
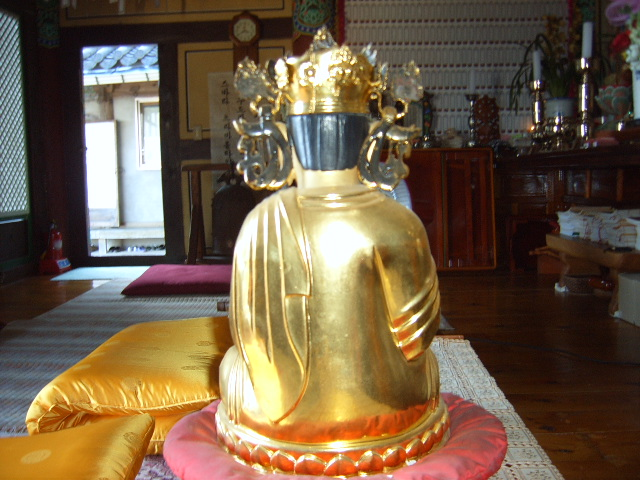
배면
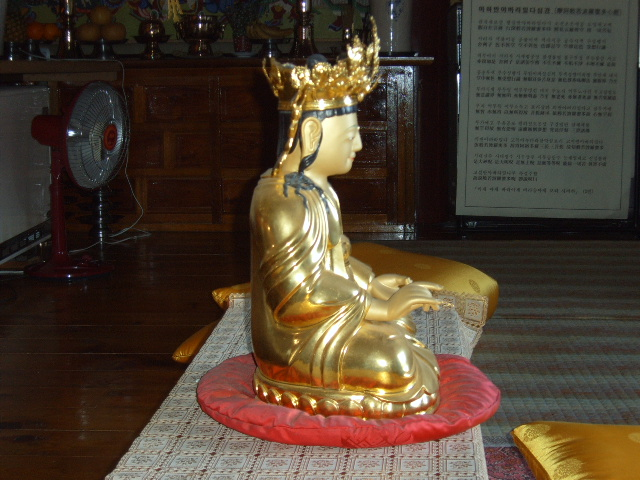
우측

## 같이 보기
- 정취암

## 참고 자료
- 산청 정취암 목조관음보살좌상 - 국가유산청 국가유산포털